# Ryder Cup
Der Ryder Cup ist ein im Zwei-Jahres-Turnus ausgerichtetes mehrtägiges Golfmannschaftsturnier zwischen den besten Golfern Europas und der Vereinigten Staaten. Benannt ist es nach dem britischen Saatguthändler und Golfsponsor Samuel Ryder. Obwohl es sich um ein reines Prestigeduell ohne ausgeschüttete Preisgelder handelt, hat es sich seit seiner ersten offiziellen Ausrichtung im Jahre 1927 zum bedeutendsten Golfmannschaftsturnier der Welt entwickelt. Seit seiner ersten Ausrichtung, damals nur zwischen Spielern aus Großbritannien und den USA, wird der Austragungsort zwischen den Kontinenten gewechselt. Anders als fast alle Profi-Turniere wird der Wettkampf nicht im üblichen Zählspiel-, sondern im Lochspiel-Modus mit wechselnden Spielarten ausgetragen.
Das Turnier wird gemeinsam von der PGA of America und Ryder Cup Europe veranstaltet. Letzteres ist ein Joint Venture der PGA European Tour (60 %), der PGA of Great Britain and Ireland (20 %) und der PGA of Europe (20 %).

## Geschichte

### Entstehung und inoffizielle Austragungen
Die Vorgeschichte des ab 1927 regelmäßig ausgeführten und dann offiziell so benannten Ryder Cups geht bis auf das Jahr 1920/21 zurück. Der Golf-Illustrated-Redakteur James D. Harnett hatte die Idee, zur Vorbereitung auf die im schottischen St Andrews stattfindenden British Open des Jahres 1921 eine schlagkräftige amerikanische Delegation zu bilden, da dieser Titel bis dahin noch nie von einem US-Amerikaner gewonnen werden konnte. Seine Zeitschrift startete daraufhin einen Aufruf, um eine Finanzierung für dieses Vorhaben durch Spenden zu erreichen. Das Anliegen wurde auch der PGA vorgetragen, die es dann auch unterstützte. Im Frühjahr 1921 nahm dieses Vorhaben Gestalt an – es wurde eine Mannschaft von zwölf Golfern gebildet, die frühzeitig nach Großbritannien reisen sollte. Um eine bessere Vorbereitung auf die British Open zu gewährleisten, kam gleichzeitig die Idee eines im Vorfeld stattfindenden Vergleichswettkampfes mit britischen Golfern auf. Dieser Anlass wurde dann auch am 6. Juni 1921, zwei Wochen vor der eigentlichen Meisterschaft, im nahegelegenen Gleneagles ausgetragen. Da jedoch nicht alle US-Amerikaner antreten konnten, wurden die Mannschaften dann von jeweils 10 Golfern gebildet. Gespielt wurden morgens 5 Foursomes und nachmittags 10 Einzelmatches auf dem „King's Course“ des Gleneagles Hotels. Die britische Auswahl gewann diesen Vergleich deutlich mit 9:3 Siegen bei 3 geteilten Partien. Obwohl dieser Vergleich deutlich verloren ging, wurde das eigentliche Ziel der Aktion erreicht; der Amerikaner Jock Hutchison – allerdings gebürtiger Schotte – gewann anschließend die British Open des Jahres 1921.

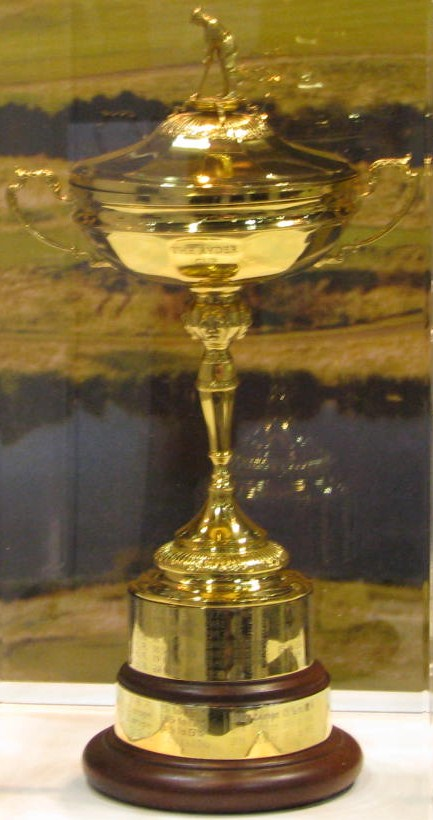
Der Ryder Cup

Obwohl die Aktion erfolgreich war, wurde der Vergleich in den nächsten Jahren nicht mehr durchgeführt; zur damaligen Zeit reisten nicht sehr viele US-Golfer regelmäßig zu den Turnieren nach Großbritannien, da ihnen oft der Reiseaufwand zu groß war. Zu einer Neuauflage dieses Ländervergleiches sollte es dann erst wieder im Jahre 1926 kommen, als wieder eine größere Anzahl US-Golfer zu den britischen Turnieren gemeldet war und der Golfprofi Walter Hagen daraufhin im Februar 1926 zu einem erneuten Vergleich der beiden Länder aufrief. Er plante, dass jeweils vier Golfer der beiden Länder in einem Zählspielwettbewerb gegeneinander antreten sollten. Im April des Jahres 1926 wurde durch die New York Times bekanntgegeben, dass ein ungenannter Golfenthusiast einen Preis für ein jährlich stattfindendes Turnier stiften wolle. Ein paar Wochen später wurden dann die ersten Details und ein Termin veröffentlicht, es sollte ein jährlicher Vergleich im Lochspiel-Modus zwischen acht britischen und amerikanischen Golfspielern sein, der zuerst am 5. und 6. Juni ausgetragen werden sollte. Am ersten Tag sollten dabei Foursomepartien gespielt werden, der zweite Tag sollte ausschließlich den Einzelmatches dienen. Gleichzeitig wurde auch der Name des Samenhändlers Samuel Ryder als Stifter veröffentlicht, dieser war mit seinem Bruder James als wichtiger Sponsor und Gönner der britischen Turniere in Erscheinung getreten. Das Turnier wurde dann schließlich mit jeweils zehn Spielern ausgetragen und wurde zu einer empfindlichen Niederlage für die US-Amerikaner, sie verloren mit 13:1 Spielen bei einer geteilten Partie. Entgegen der ursprünglichen Bekanntgabe wurde der Pokal dann aber doch nicht vergeben; Ryder entschloss sich, den Cup ein Jahr zurückzuhalten, da verschiedene Seiten Kritik äußerten; u. a. weil die US-Mannschaft nicht durch die PGA selbst, sondern hauptsächlich durch Walter Hagen gebildet worden war. Ein weiterer Kritikpunkt war die späte Ankunft der Amerikaner, sodass sie sich vor dem Turnier nicht einspielen konnten. Zusätzlich wurde der „offizielle“ Charakter des Anlasses generell in Zweifel gezogen; kurz vor dem Anlass fand in den USA ein Generalstreik statt, Spieler- und Zuschauerteilnahmen waren daraufhin lange unsicher. Der entscheidende Punkt waren aber vermutlich Unstimmigkeiten bezüglich der Spielberechtigungen; auf US-Seite waren fünf Spieler nominiert, die keine gebürtigen US-Amerikaner waren – diese wurden dann als nicht spielberechtigt gewertet, zusätzlich wurden zwei weitere Spieler nicht für die Matches berücksichtigt – die Spiele wurden dann auch nur von den drei US-Amerikanern Walter Hagen, Bill Melhorn und Al Watrus bestritten. Obwohl die Veranstaltung letztendlich im inoffiziellen Rahmen stattfand, wurde sie von der damaligen Presse in ihrer Berichterstattung hauptsächlich als „Ryder Cup“ bezeichnet.

### Offizielle Austragungen
Die erste offizielle Austragung des Cups fand dann im Jahre 1927 in Worcester, Massachusetts, unter wesentlich professionelleren Rahmenbedingungen statt. Die Regeln wurden im Vorfeld von einem Komitee festgelegt und die PGA of America führte Qualifikationen für ihre Spieler ein. Sie legte auch fest, dass nur gebürtige US-Bürger startberechtigt sind, obwohl dies nicht Teil ihres Standardregelwerkes war. Die britische „Golf Illustrated“ rief ein Spenden-Ziel von 3.000 Pfund für einen Fonds aus, um ihren Golfern die Teilnahme an der U.S. Open und am Ryder Cup zu ermöglichen. Ryder zeichnete hier zuerst 100 £; nachdem der Fonds mit einem Fehlbetrag von 300 £ geschlossen wurde, schoss er die fehlende Summe zusätzlich bei. Die ersten Teamkapitäne waren Ted Ray (Großbritannien) und Walter Hagen (USA). Die USA konnten sich dabei einen deutlichen Sieg mit 9,5 zu 2,5 Punkten sichern. Im Jahre 1928 wurde aufgrund der umfangreichen Vorbereitungen und Umstände beschlossen, das nächste Turnier erst 1929 durchzuführen und diesen Zweijahres-Turnus künftig beizubehalten. Für das Turnier 1929 bestätigte die PGA of America ihre Regelung, nur geborene US-Bürger spielen zu lassen, diese Entscheidung wurde dann aber am Ende des Jahres durch das Ryder-Cup-Komitee revidiert. Es beschloss die generelle Spielberechtigung auch für alle eingebürgerten Spieler eines Landes und Mitglieder der jeweiligen nationalen Spielerorganisation.
Von 1939 bis 1945 wurde der Ryder Cup wegen des Zweiten Weltkriegs abgesagt. 2001 wurde das Match wegen der Terroranschläge des 11. September um ein Jahr verschoben, danach fand das Turnier bis 2018 in geraden Jahren statt. Nach einer weiteren Verschiebung aufgrund der COVID-19-Pandemie sind es seit 2021 wieder ungerade Jahre.

Bernhard Langer beim Ryder Cup 1991 auf Kiawah Island

Die amerikanischen Golfer dominierten den Cup phasenweise nach Belieben, zwischen 1935 und 1973 konnte sich die britische Auswahl nur ein einziges Mal durchsetzen. Um den Wettkampf ausgeglichener zu gestalten, wurde die britische Mannschaft ab 1973 mit Golfern aus Irland verstärkt, seit 1979 können Spieler aus ganz Europa als Gegner der USA aufgeboten werden. Seitdem ist das Kräfteverhältnis ausgeglichener: Obwohl das amerikanische Team meist als Favorit antritt, konnten sie seit diesem Zeitpunkt nur noch acht Wettbewerbe für sich entscheiden; Europa gewann bei elf Anlässen (1989 wurde ein Unentschieden erzielt; Europa behielt dabei als Titelverteidiger den Cup).
Der Ryder Cup hat sich allmählich zu einem sehr ernsthaft geführten Vergleich der Golfer der Alten gegen die der Neuen Welt und zu einer viel beachteten Sportveranstaltung entwickelt. Untypisch für den eigentlich so vornehm-zurückhaltenden Golfsport schaukeln sich die Emotionen bei Spielern und Zuschauern zuweilen extrem hoch – in den 1990er Jahren bis hin zu Vorwürfen der Unsportlichkeit.

## Teams
Jedes Team stellt zwölf Spieler, die Qualifikation erfolgt hauptsächlich über die „Moneylists“ der PGA und der European Tour. In der Regel qualifizieren sich acht bis zehn Spieler über die relevanten Listen, für die restlichen freien Plätze kann der Captain Wildcards („Captain’s Picks“) verteilen.

### Captain
Für jedes Team wird ein Team Captain berufen, abseits der Captain’s Picks bestimmt er wesentlich die Aufstellung und die Strategie des Teams. Der Captain kann sowohl als Playing (spielender) oder Non Playing (nichtspielender) Captain auftreten. Dem Captain stehen bis zu vier (im Jahr 2012) Vizecaptains unterstützend zur Seite.

## Modus
Im Gegensatz zu den sonst üblichen professionellen Golfturnieren wird der Ryder Cup nicht als Zählspiel, sondern im Lochspiel-Modus (Mann gegen Mann) gespielt. Seit dem Jahr 1979 werden in drei Tagen (Fr./Sa./So.) 28 Partien über maximal 18 Loch gespielt: jeweils vier Foursome- und Fourball-Partien am Freitag und Samstag vormittags und nachmittags und am Schlusstag traditionell die zwölf Einzelmatches. Für die Fourball- und Foursome-Spiele legen die Kapitäne jeweils die Zusammensetzungen der Teams und die Reihenfolge fest, in der die Teams spielen. Ob zuerst Fourball oder Foursome gespielt wird legt der jeweilige Veranstalter fest. Auch bei den Einzelpartien legt der jeweilige Mannschaftskapitän fest, in welcher Reihenfolge die 12 Spieler antreten. Dabei kennen die Kapitäne weder die Zusammensetzungen der Viererpaarungen noch die gewählte Reihenfolge der anderen Partei, so dass sich die Paarungen zufällig ergeben. Der Sieger jeder Partie bekommt einen Punkt, ein Unentschieden wird mit je einem halben Punkt für beide Parteien gewertet. Falls es am Ende der 28 Partien zu einem Gleichstand kommt (14:14), wird der Titelträger zum Sieger erklärt. Das Herausforderer-Team benötigt also mindestens 14½ Punkte zum Sieg.
| Jahr      | Tag 1              | Tag 1              | Tag 2            | Tag 2            | Tag 3     | Tag 3      | Total Punkte |
| Jahr      | Vormittag          | Nachmittag         | Vormittag        | Nachmittag       | Vormittag | Nachmittag | Total Punkte |
| --------- | ------------------ | ------------------ | ---------------- | ---------------- | --------- | ---------- | ------------ |
| 1927–59   | 4 36-Loch Foursome | 4 36-Loch Foursome | 8 36-Loch Einzel | 8 36-Loch Einzel | –         | –          | 12           |
| 1961      | 4 Foursome         | 4 Foursome         | 8 Einzel         | 8 Einzel         | –         | –          | 24           |
| 1963–71   | 4 Foursome         | 4 Foursome         | 4 Fourball       | 4 Fourball       | 8 Einzel  | 8 Einzel   | 32           |
| 1973      | 4 Foursome         | 4 Fourball         | 4 Foursome       | 4 Fourball       | 8 Einzel  | 8 Einzel   | 32           |
| 1975      | 4 Foursome         | 4 Fourball         | 4 Fourball       | 4 Foursome       | 8 Einzel  | 8 Einzel   | 32           |
| 1977      | 5 Foursome         | 5 Foursome         | 5 Fourball       | 5 Fourball       | 10 Einzel | 10 Einzel  | 20           |
| seit 1979 | 4 Foursome         | 4 Fourball         | 4 Foursome       | 4 Fourball       | 12 Einzel | 12 Einzel  | 28           |
| seit 1979 | oder               | oder               | oder             | oder             | 12 Einzel | 12 Einzel  | 28           |
| seit 1979 | 4 Fourball         | 4 Foursome         | 4 Fourball       | 4 Foursome       | 12 Einzel | 12 Einzel  | 28           |

## Ergebnisse
| Jahr  | Ort                | (Club, Kurs) Stadt                                                 | Sieger | P.  | Verlierer | P.  | Captain USA     | Captain EUR/GBR       |
| ----- | ------------------ | ------------------------------------------------------------------ | ------ | --- | --------- | --- | --------------- | --------------------- |
| 1927  | Vereinigte Staaten | Worcester, MA                                                      | USA    | 9½  | GBR       | 2½  | Walter Hagen    | Ted Ray               |
| 1929  | England            | Leeds                                                              | GBR    | 7   | USA       | 5   | Walter Hagen    | George Duncan         |
| 1931  | Vereinigte Staaten | Columbus, OH                                                       | USA    | 9   | GBR       | 3   | Walter Hagen    | Charles Whitcombe     |
| 1933  | England            | Southport                                                          | GBR    | 6½  | USA       | 5½  | Walter Hagen    | J.H. Taylor           |
| 1935  | Vereinigte Staaten | Paramus, NJ                                                        | USA    | 9   | GBR       | 3   | Walter Hagen    | Charles Whitcombe     |
| 1937  | England            | Southport                                                          | USA    | 8   | GBR       | 4   | Walter Hagen    | Henry Cotton          |
| 1947  | Vereinigte Staaten | Portland, OR                                                       | USA    | 11  | GBR       | 1   | Ben Hogan       | Henry Cotton          |
| 1949  | England            | Scarborough                                                        | USA    | 7   | GBR       | 5   | Ben Hogan       | Charles Whitcombe     |
| 1951  | Vereinigte Staaten | Pinehurst, NC                                                      | USA    | 9½  | GBR       | 2½  | Sam Snead       | Arthur Lacey          |
| 1953  | England            | Wentworth Club, Virginia Water, Surrey                             | USA    | 6½  | GBR       | 5½  | Lloyd Mangrum   | Henry Cotton          |
| 1955  | Vereinigte Staaten | Rancho Mirage, CA                                                  | USA    | 8   | GBR       | 4   | Chick Harbert   | Dai Rees              |
| 1957  | England            | Worksop, South Yorkshire                                           | GBR    | 7½  | USA       | 4½  | Jack Burke Jr   | Dai Rees              |
| 1959  | Vereinigte Staaten | Indian Wells, CA                                                   | USA    | 8½  | GBR       | 3½  | Sam Snead       | Dai Rees              |
| 1961  | England            | Royal Lytham & St Annes, Lytham St Annes                           | USA    | 14½ | GBR       | 9½  | Jerry Barber    | Dai Rees              |
| 1963  | Vereinigte Staaten | Atlanta Athletic Club, Atlanta, GA                                 | USA    | 23  | GBR       | 9   | Arnold Palmer   | John Fallon           |
| 1965  | England            | Royal Birkdale Golf Club, Southport                                | USA    | 19½ | GBR       | 12½ | Byron Nelson    | Harry Weetman         |
| 1967  | Vereinigte Staaten | Houston, TX                                                        | USA    | 23½ | GBR       | 8½  | Ben Hogan       | Dai Rees              |
| 1969* | England            | Royal Birkdale Golf Club, Southport                                | USA    | 16  | GBR       | 16  | Sam Snead       | Eric Brown            |
| 1971  | Vereinigte Staaten | St. Louis, MO                                                      | USA    | 18½ | GBR       | 13½ | Jay Hebert      | Eric Brown            |
| 1973  | Schottland         | Muirfield, Gullane                                                 | USA    | 19  | GBR & IRL | 13  | Jack Burke Jr.  | Bernard Hunt          |
| 1975  | Vereinigte Staaten | Ligonier, PA                                                       | USA    | 21  | GBR & IRL | 11  | Arnold Palmer   | Bernard Hunt          |
| 1977  | England            | Royal Lytham & St Annes, Lytham St Annes                           | USA    | 12½ | GBR & IRL | 7½  | Dow Finsterwald | Brian Huggett         |
| 1979  | Vereinigte Staaten | The Greenbrier (The Greenbrier Course), White Sulphur Springs, WV  | USA    | 17  | EUR       | 11  | Billy Casper    | John Jacobs           |
| 1981  | England            | Walton Heath Golf Club, Walton-on-the-Hill, Surrey                 | USA    | 18½ | EUR       | 9½  | Dave Marr       | John Jacobs           |
| 1983  | Vereinigte Staaten | PGA National Golf Club, Palm Beach Gardens, FL                     | USA    | 14½ | EUR       | 13½ | Jack Nicklaus   | Tony Jacklin          |
| 1985  | England            | The Belfry (Brabazon Course), Sutton Coldfield                     | EUR    | 16½ | USA       | 11½ | Lee Trevino     | Tony Jacklin          |
| 1987  | Vereinigte Staaten | Muirfield Village, Dublin, OH                                      | EUR    | 15  | USA       | 13  | Jack Nicklaus   | Tony Jacklin          |
| 1989* | England            | The Belfry (Brabazon Course), Sutton Coldfield                     | EUR    | 14  | USA       | 14  | Raymond Floyd   | Tony Jacklin          |
| 1991  | Vereinigte Staaten | Kiawah Island Golf Resort (Ocean Course), Kiawah Island, SC        | USA    | 14½ | EUR       | 13½ | Dave Stockton   | Bernard Gallacher     |
| 1993  | England            | The Belfry (Brabazon Course), Sutton Coldfield                     | USA    | 15  | EUR       | 13  | Tom Watson      | Bernard Gallacher     |
| 1995  | Vereinigte Staaten | Oak Hill Country Club (East Course), Pittsford, NY                 | EUR    | 14½ | USA       | 13½ | Lanny Wadkins   | Bernard Gallacher     |
| 1997  | Spanien            | Valderrama Golf Club, San Roque                                    | EUR    | 14½ | USA       | 13½ | Tom Kite        | Severiano Ballesteros |
| 1999  | Vereinigte Staaten | The Country Club (Composite Course), Brookline, MA                 | USA    | 14½ | EUR       | 13½ | Ben Crenshaw    | Mark James            |
| 2002  | England            | The Belfry (Brabazon Course), Sutton Coldfield                     | EUR    | 15½ | USA       | 12½ | Curtis Strange  | Sam Torrance          |
| 2004  | Vereinigte Staaten | Oakland Hills Country Club (South Course), Bloomfield Township, MI | EUR    | 18½ | USA       | 9½  | Hal Sutton      | Bernhard Langer       |
| 2006  | Irland             | The K Club, Straffan, County Kildare                               | EUR    | 18½ | USA       | 9½  | Tom Lehman      | Ian Woosnam           |
| 2008  | Vereinigte Staaten | Valhalla Golf Club, Louisville, KY                                 | USA    | 16½ | EUR       | 11½ | Paul Azinger    | Nick Faldo            |
| 2010  | Wales              | Celtic Manor Resort (Twenty Ten Course), Celtic Manor, Newport     | EUR    | 14½ | USA       | 13½ | Corey Pavin     | Colin Montgomerie     |
| 2012  | Vereinigte Staaten | Medinah Country Club (Course No. 3), Medinah, IL                   | EUR    | 14½ | USA       | 13½ | Davis Love III  | José María Olazábal   |
| 2014  | Schottland         | Gleneagles Hotel (PGA Centenary Course), Auchterarder              | EUR    | 16½ | USA       | 11½ | Tom Watson      | Paul McGinley         |
| 2016  | Vereinigte Staaten | Hazeltine National Golf Club, Chaska, MN                           | USA    | 17  | EUR       | 11  | Davis Love III  | Darren Clarke         |
| 2018  | Frankreich         | Le Golf National (Albatros-Kurs), Saint-Quentin-en-Yvelines        | EUR    | 17½ | USA       | 10½ | Jim Furyk       | Thomas Bjørn          |
| 2021  | Vereinigte Staaten | Whistling Straits (Straits Course), Haven, WI                      | USA    | 19  | EUR       | 9   | Steve Stricker  | Pádraig Harrington    |
| 2023  | Italien            | Marco Simone Golf & Country Club, Guidonia                         | EUR    | 16½ | USA       | 11½ | Zach Johnson    | Luke Donald           |

- Der Atlanta Athletic Club veranstaltete die Ausgabe von 1963 auf seinem ursprünglichen Golfplatz in Atlanta. 1967 verkaufte der Club diesen Platz und sein Gebäude in der Innenstadt von Atlanta, um seinen Umzug an seinen derzeitigen Standort im Vorort Johns Creek zu finanzieren. Der ursprüngliche AAC-Golfplatz ist jetzt die Heimat des East Lake Golf Club.
- 1969 und 1989 gab es ein Unentschieden. Der Cup bleibt in solchen Fällen beim Titelverteidiger.

## Statistik
Die US-amerikanische Mannschaft hat von bisher 43 Austragungen 27 gewonnen, europäische Teams gewannen 14 Partien. Die Begegnungen der Jahre 1969 und 1989 endeten unentschieden, der Cup verblieb in diesen Fällen bei dem jeweiligen Titelverteidiger. Die Auflistung im Einzelnen:
| Jahr      | Team   | Team      | Stand  | Punkte    |
| --------- | ------ | --------- | ------ | --------- |
| 1929–1971 | USA    | GBR       | 15–1–3 | 216–124   |
| 1973–1977 | USA    | GBR & IRL | 3–0–0  | 52,5–31,5 |
| seit 1979 | Europa | USA       | 12–1–9 | 312–304   |

Stand: Sieg–Unentschieden–Niederlage

Punkte: Anzahl gewonnener Lochspiele (1929–1959: 12, 1961: 24, 1963–1975: 32, 1977: 20, seit 1979: 28)

## Zukünftige Austragungsorte
| Jahr | Club, Kurs                              | Ort                        | Capt. USA          | Capt. EUR         |
| ---- | --------------------------------------- | -------------------------- | ------------------ | ----------------- |
| 2025 | Bethpage Black Course                   | Farmingdale, New York      | Keegan Bradley     | Luke Donald       |
| 2027 | Adare Manor                             | Adare, Limerick, Irland    | Vereinigte Staaten | Europaische Union |
| 2029 | Hazeltine National Golf Club            | Chaska, Minnesota          | Vereinigte Staaten | Europaische Union |
| 2031 | Noch nicht vergeben                     |                            | Vereinigte Staaten | Europaische Union |
| 2033 | Olympic Club, Lake Course               | San Francisco, Kalifornien | Vereinigte Staaten | Europaische Union |
| 2035 | Noch nicht vergeben                     |                            | Vereinigte Staaten | Europaische Union |
| 2037 | Congressional Country Club, Blue Course | Bethesda, Maryland         | Vereinigte Staaten | Europaische Union |

Hinweis: Alle Turniere ab 2020 wurden aufgrund der COVID-19-Pandemie um ein Jahr verschoben, so dass der Ryder Cup wie in der Zeit von 1927 bis 1999 wieder in ungeraden Jahren stattfindet. Die Austragungsorte bleiben unverändert, sofern schon feststehend.